# Mario Gamboa
Mario Gamboa, (13 de septiembre de 1992) es un jinete juvenil colombiano. Entre sus logros más importantes se identifican la medalla de plata obtenida en los Singapur 2010 en la categoría de salto individual.

## Trayectoria
La trayectoria deportiva de Mario Gamboa se identifica por su participación en los siguientes eventos nacionales e internacionales:

### Juegos Olímpicos de la Juventud
Fue reconocido su triunfo por ser la segunda medalla de plata de Colombia en los Juegos Olímpicos de la Juventud de la selección de Colombia en los juegos de Singapur 2010.

#### Juegos Olímpicos de la Juventud 2010
Su desempeño en la primera edición de los juegos, se identificó por ser el segundo deportista con una medalla plata entre todos los participantes colombianos del evento, al obtener el 24 de agosto el triunfo tras perder la medalla de oro contra el uruguayo Marcelo Chirico,
- , Medalla de plata: Salto Individual